# Одеса Янг
Одеса Янг (англ. Odessa Young; 11 січня 1998; Сідней, Австралія) — австралійська актриса.

## Біографія
Одеса Янг почала зніматися у віці 11 років. Перед тим як дебютувати в кіно вона знімалася в серіалах «Країна чудес» та «Хитрий бізнес».
У 2015 році зіграла головну роль у фільмі «У пошуках Грейс», а також знялася у фільмі «Донька», за роль у якому була нагороджена премією «AACTA» за кращу жіночу роль .
У 2017 році знімалася у веб-серіалі «High Life», за що була нагороджена премією «IAWTV» у категорії найкраща актриса.
У 2018 році вона знялася у фільмах «Нація вбивць» та «Мільйон маленьких шматочків». Того ж року вона також дебютувала на Бродвеї у виставі «Дні люті» в театрі Тоні Кайзера, де зіграла радикальну Квінн 1969 року.
У 2019 році вона отримала роль у міні-серіалі «Стійка». Зйомки «Стійки» тривали чотири дні до карантину у Ванкувері, а згодом зйомки продовжилися. Серіал вийшов у 2020 році, в ньому Янг зіграла роль Френні з «новою кодою, написаною самим Кінгом», яка у фінальному епізоді відрізняється від книжкового образу Френні.
У 2020 році Янг отримала роль хостес у телесеріалі «Поліція Токіо» на каналі HBO Max, режисером якого став Майкл Манн, а сценарій написав Джей Т. Роджерс. Згодом її замінила Рейчел Келлер, коли вона вийшла з виробництва через конфлікти в розкладі, пов'язані з пандемією COVID-19. У фільмі «Ширлі» 2020 року Янг грає Роуз, щойно одружену молоду жінку, яка живе в одному будинку з Ширлі Джексон. У 2020 році Одеса Янг взяла участь у «Діяти заради справи» — серіалі живих класичних п'єс і читання сценаріїв, створеному, режисером і продюсером Брандо Кроуфордом. Янг зіграла леді Прізм у романі Оскара Уайльда «Як важливо бути серйозним». Читання зібрало кошти для некомерційних благодійних організацій, зокрема для медичного центру Mount Sinai.
Vogue назвав її однією з шести акторів, за якими варто стежити у 2021 році. Того ж року вона також отримала роль у британському фільмі «Материнська неділя».